# Ricardo Durand Flórez

Wappen

Ricardo Durand Flórez SJ (* 16. April 1917 in Ambo; † 19. März 2004 in Lima) war Erzbischof ad personam und Bischof von Callao.

## Leben
Ricardo Durand Flórez trat der Ordensgemeinschaft der Jesuiten bei und  empfing am 18. Dezember 1948 die Priesterweihe.
Papst Paul VI. ernannte ihn am 14. Februar 1966 zum Bischof von Cuzco. Der Erzbischof von Lima, Juan Kardinal Landázuri Ricketts OFM, spendete ihm am 25. März desselben Jahres die Bischofsweihe; Mitkonsekratoren waren Felipe Santiago Hermosa y Sarmiento, Militärvikar von Peru, und Alcides Mendoza Castro, Bischof von Abancay. Als Wahlspruch wählte er Bonum facientes non deficiamus („Gutes zu tun wollen wir nicht unterlassen“).
Papst Paul VI. ernannte ihn am 14. Januar 1975 zum Erzbischof ad personam und Bischof von Callao.
Am 17. August 1995 nahm Papst Johannes Paul II. seinen altersbedingten Rücktritt an.